# Relaciones España-Grecia
Las relaciones greco-españolas son las relaciones bilaterales entre la República Helénica de Grecia y el Reino de España. Debido a las conexiones económicas y culturales entre ambos países, sus relaciones son clasificadas como excelentes. Estados miembros de la Unión Europea (UE), ambos forman parte del espacio Schengen y de la eurozona. Son también miembros de la OTAN.

## Historia

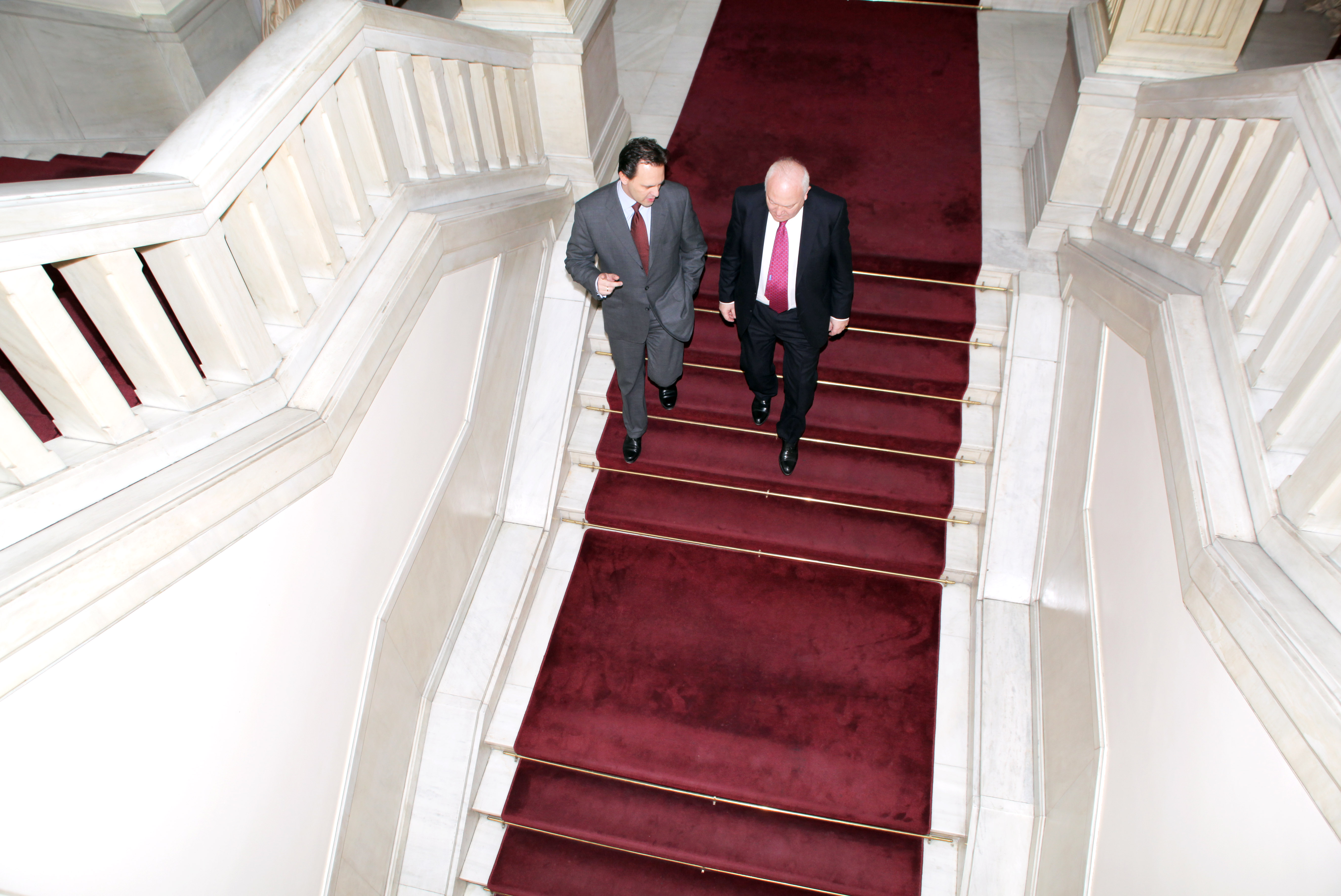
El ministro griego de Asuntos Exteriores, Dimitris Droutsas, reuniéndose con el ministro de Asuntos Exteriores español, Miguel Ángel Moratinos, en el Ministerio de Asuntos Exteriores de Grecia.

### Precedentes
En la Edad Antigua, los griegos colonizaron territorios de la costa mediterránea de Iberia (Emporion/Ampurias, Dianión/Denia, Rhodha/Rosas y Zakantha/Sagunto). Posteriormente, en la Baja Edad Media, los ducados de Atenas y Neopatria se incorporaron a la Corona de Aragón. Otro vínculo cultural entre los dos países es la comunidad sefardí de Grecia, en particular, la comunidad judía de Salónica que tradicionalmente hablaba el judeoespañol. Además, el pintor renacentista Doménikos Theotokópoulos, más conocido como el Greco, era de origen griego.

### SigloXXI
Ambos países son las puertas de Europa y comparten una misma cultura mediterránea, junto con Italia y Portugal. Existen grandes similitudes, aunque con sus particularidades, sobre la gastronomía, cultura, familia, etc. También comparten un marco común en el contexto de la Unión por el Mediterráneo (UpM).
Sofía de Grecia fue reina consorte española y es la madre del rey Felipe VI. En España existe un gran interés por la lengua y la literatura de la Grecia Antigua y Moderna. Un núcleo de neohelenistas está muy activο en el sector de la divulgación de las letras griegas modernas. Asimismo, en España residen aproximadamente 5.000 griegos. La gran mayoría de ellos residen en Madrid, Cataluña, las Islas Baleares y la Comunidad Valenciana. Además, la Unidad Militar de Emergencias (UME) contribuyó al control de incendios forestales en Grecia.

## Acuerdos bilaterales
Relación de acuerdos suscritos (hay que tener en cuenta que no existen tratados):
- Acuerdo de cooperación científica y tecnológica (1972)
- Acuerdo de cooperación del Aire (1975)
- Acuerdo para Evitar la Doble Imposición de las rentas o el patrimonio (2000).

Un contingente militar español participó en una misión de la OTAN para ayudar a Grecia a garantizar la seguridad durante los Juegos Olímpicos de Atenas 2004. Los dos países también comparten posiciones cercanas en relación con el estatus internacional de Kosovo.

## Visitas oficiales
Relación de visitas oficiales:
- Octubre de 1984: visita del presidente de la República helena Constantinos Karamanlís a España.[8]
- Diciembre de 1986: visita oficial del presidente del Gobierno español Felipe González a Atenas.[9]
- Mayo de 1990: visita del primer ministro griego Constantinos Mitsotakis a Madrid.[10]
- Enero de 1999: visita del primer ministro griego Costas Simitis a España.[10]
- 6-7 de febrero de 2006: visita del ministro de Asuntos Exteriores y de Cooperación Miguel Ángel Moratinos a Atenas.
- 10 de julio de 2008: visita del presidente del Gobierno español José Luis Rodríguez Zapatero a Atenas.
- Enero de 2015: visita del presidente del Gobierno español Mariano Rajoy a Atenas.[11]

## Misiones diplomáticas
- España tiene una embajada en Atenas.
- Grecia tiene una embajada en Madrid.

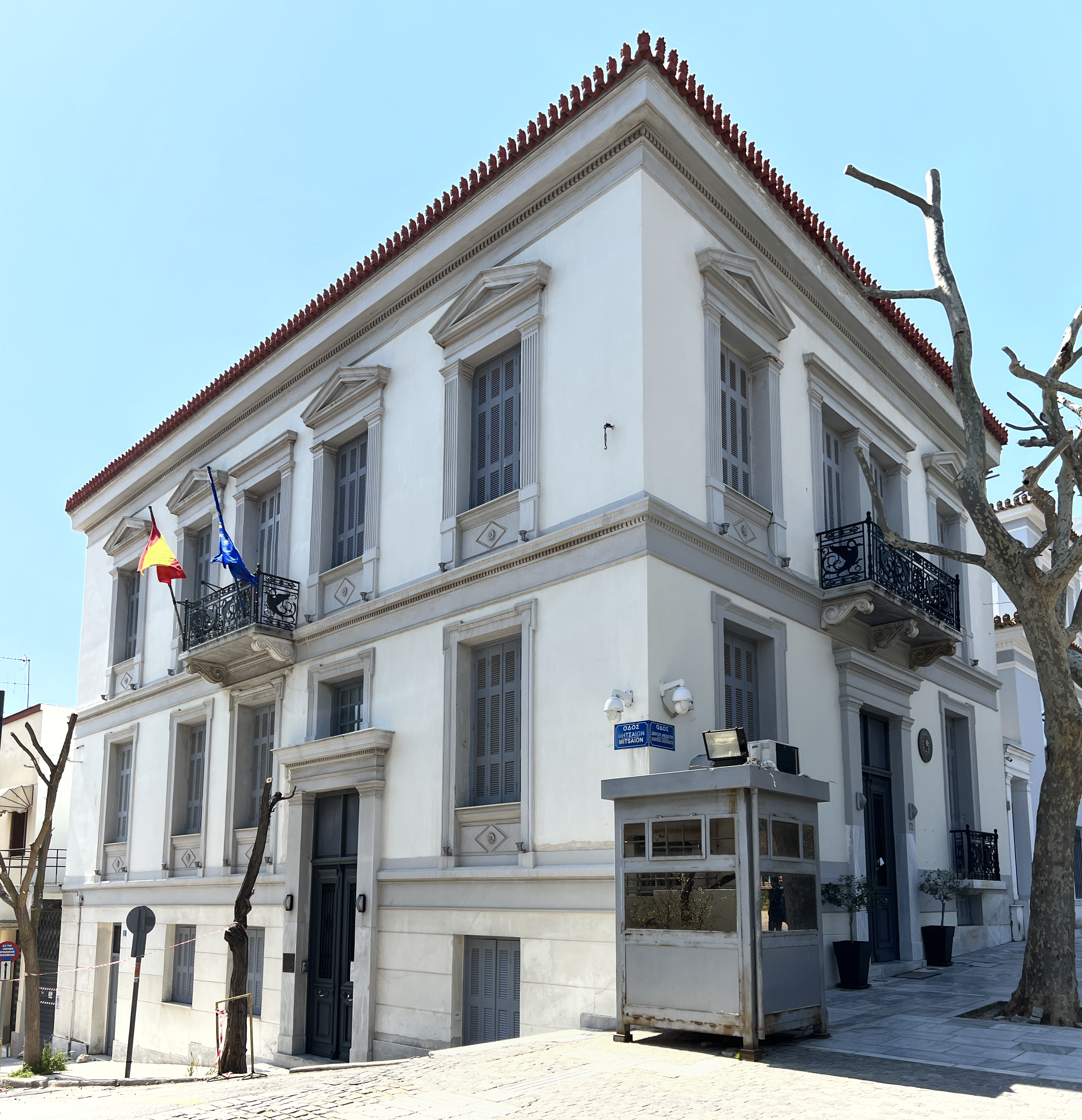
Embajada de España en Atenas.
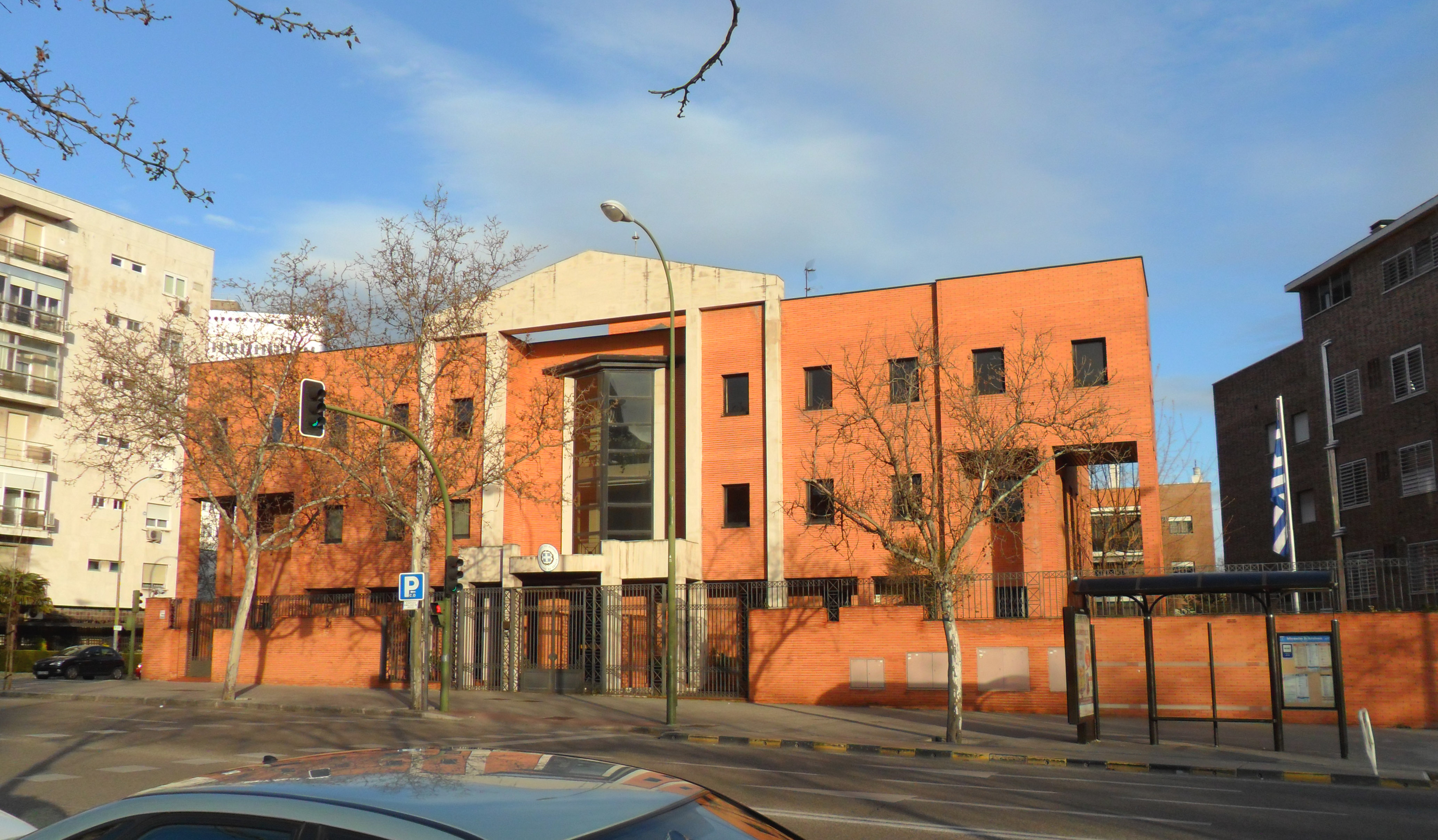
Embajada de Grecia en Madrid.